# ترابه‌آ
ترابه‌آ (انگلیسی: Trabea) نام لباس‌های مختلف روم باستان است. یکی از ویژگی‌های بارز همه «ترابه‌آها» رنگ آنها بود – معمولاً قرمز یا ارغوانی امپراتوری. آنها مانند توگا (لباس) و احتمالاً در برخی موارد مانند مانتو شکل می‌گرفتند و توسط اعضای برجسته‌تر جامعه رومی پوشیده می‌شدند.